# Selaginella uncinata

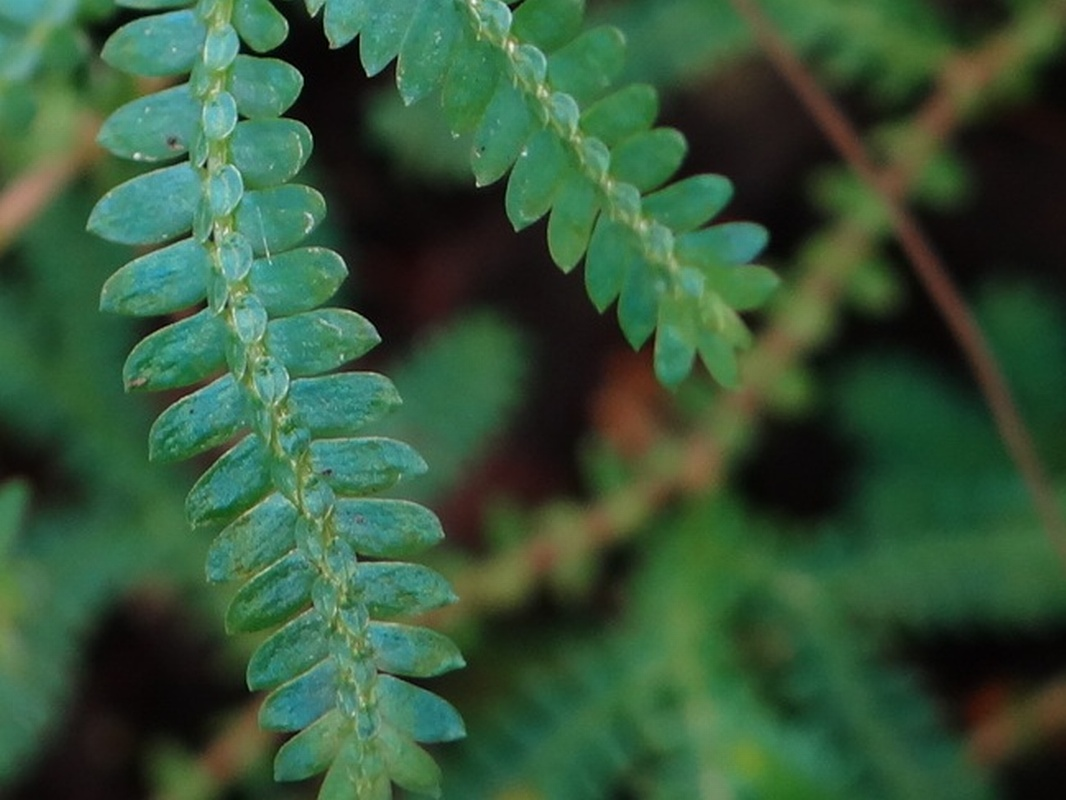

Selaginella uncinata – gatunek roślin z rodziny widliczkowatych (Selaginellaceae). Pochodzi z Chin, jest uprawiany w wielu krajach świata.

## Morfologia
Niewielka roślina o wspinających się i szeroko rozkrzewiających się pędach. W uprawie mieszkaniowej osiągają wysokość około 5 cm i szerokość do 25 cm. Składa się z żywozielonych, dychotonomiczne rozgałęziających się łodyg i listków, które podczas wzrostu stopniowo przebarwiają się na żółto, różowo lub niebieskawo. Na listkach powstają zarodnie z zarodnikami. Wodę pobiera za pomocą bezzieleniowych języczków wyrastających u nasady listków.

## Zastosowanie i uprawa
ZastosowanieSzczególnie dobrze nadaje się do wiszących pojemników. W Polsce może być uprawiana tylko w szklarniach, lub w mieszkaniach, jako roślina pokojowa. Przy zapewnieniu jej odpowiednich warunków jest rośliną długowieczną.
WymaganiaJest trudna w uprawie, gdyż wymaga stałej i dużej wilgotności. Ziemia w doniczce musi być stale wilgotna, a roślinę należy codziennie spryskiwać kilka razy wodą. Nawet krótkotrwałe przesuszenie powoduje zasychanie i obumieranie pędów, które po podlaniu już nie odzyskują turgoru. Najlepiej rośnie przy świetle rozproszonym; bezpośrednie oświetlenie słoneczne jej szkodzi, ale w zbyt ciemnym pomieszczeniu też rośnie źle. Optymalna temperatura to 21-25oC. Poniżej 18oC następuje zahamowanie wzrostu, a nawet obumieranie rośliny. Jako podłoże najlepsza jest żyzna, próchniczna ziemia z drenażem na dnie doniczki. Dobrze rośnie w szklanych balonach oraz oknach kwiatowych.
PielęgnacjaSadzić należy w płytkiej doniczce, gdyż roślina zakorzenia się bardzo płytko. Nie wymaga przesadzania, chyba że doniczka była zbyt mała i roślina rozrosła się znacznie poza jej obrys. W pierwszym roku po posadzeniu nie nawozi się, później nawozi się 4-6 razy w roku rozcieńczonymi nawozami wieloskładnikowymi (dawką o połowę słabszą od zalecanej). Konieczne regularne podlewanie miękką wodą i skrapianie rośliny wodą.
RozmnażanieWiosną i latem przez podział rozrośniętych okazów lub przez sadzonki pędowe, które ukorzeniają się dość łatwo. Sadzonki przykrywa się przez kilka dni folią. W uprawie pokojowej rzadko wytwarza zarodniki